# Gwen Graham

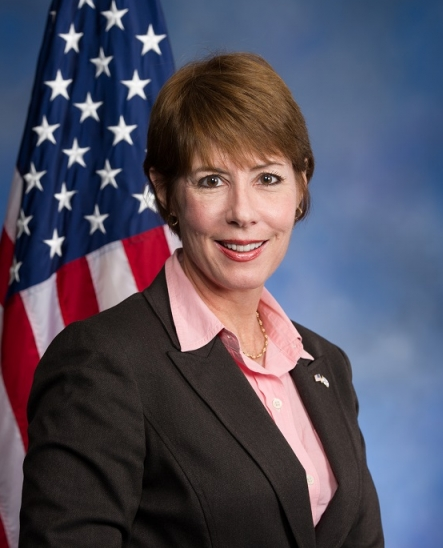
Gwen Graham (2015)

Gwendolyn „Gwen“ Graham (* 31. Januar 1963 in Miami Lakes, Florida) ist eine amerikanische Politikerin der Demokraten. Von 2015 bis 2017 vertrat sie den 2. Kongresswahlbezirk Floridas im Repräsentantenhaus der Vereinigten Staaten. Sie trat nicht zur Wiederwahl 2016 an und bewarb sich stattdessen 2018 erfolglos für das Amt der Gouverneurin ihres Bundesstaats.

## Familie, Ausbildung und Beruf
Gwen Graham ist die älteste von fünf Töchtern des demokratischen Politikers Bob Graham, der von 1979 bis 1987 Gouverneur Floridas war und anschließend diesen Staat im Senat der Vereinigten Staaten vertrat. Die Familie zog mit dem Vater 1979 in die Hauptstadt Tallahassee; im Jahr 1980 absolvierte Gwen Graham die dortige Leon High School und hatte kein Interesse für Politik. Anschließend studierte sie bis 1984 an der University of North Carolina in Chapel Hill. Nach einem anschließenden Jurastudium an der American University in Washington, D.C. begann sie nach ihrer Zulassung 1988 als Rechtsanwältin zu arbeiten. Zeitweilig war sie Direktorin für Personalangelegenheiten (Director of employee relations) im Schulbezirk des Leon County.
Graham ist verheiratet und hat drei Kinder.

## Politische Laufbahn

### Kongressabgeordnete
Graham hielt sich lange aus der Öffentlichkeit heraus und begann sich erstmals mit Ende vierzig politisch zu engagieren. Nach ihrem Sieg bei der Wahl 2014 zog sie für den zweiten Kongresswahlbezirk Floridas in das Repräsentantenhaus der Vereinigten Staaten in Washington ein, wo sie am 3. Januar 2015 die Nachfolge des Republikaners Steve Southerland antrat, den sie bei der Wahl geschlagen hatte. Damit war sie eine von nur drei demokratischen Kandidaten bei dieser für die Regierungspartei schwierigen Halbzeitwahl, die sich in zuvor durch Republikaner vertretenen Bezirken durchsetzen konnten, und galt deshalb als „Liebling“ der Demokraten und „aufgehender Stern“ in Floridas Politik. Im Repräsentantenhaus war Graham Mitglied im Landwirtschaftsausschuss und im Streitkräfteausschuss sowie in vier Unterausschüssen.
Innerhalb ihrer Partei stellte sie sich gegen die Fraktionschefin Nancy Pelosi. Die legislative Arbeit der gerade in den Kongress eingezogenen Abgeordneten stufte die Lokalzeitung Tallahassee Democrat als wenig wirksam ein; sie habe aber einige punktuelle Erfolge in den Bereichen der Bildung, Umwelt und außenpolitischen Sicherheit mit Unterstützung von republikanischen Kollegen erzielen können. So brachte die „Pragmatikerin“ 13 Gesetzesvorhaben im Jahr 2015 mit überparteilicher Unterstützung ein. In einigen Entscheidungen stellte sie sich auf die Seite der Republikaner und zog damit den Unmut ihrer Parteikollegen auf sich, etwa bei der Unterstützung der Keystone-XL-Pipeline, der Ablehnung des Verhandlungsergebnisses von Präsident Obama im Atomstreit mit dem Iran oder der Erschwerung des Zugangs zur reformierten und erweiterten Krankenversicherung. Grahams Kongresswahlbezirk, der bisher weitgehend mit Leon County identisch gewesen war, war durch ein Urteil des Obersten Gerichtshofs Floridas 2015, das die bisherige Einteilung der Wahlkreise als unfair verworfen hatte, neu zugeschnitten worden. Dabei wurde ein Teil der demokratisch dominierten Stadt Tallahassee aus diesem entfernt und dem 5. Kongresswahlbezirk zugeordnet. Durch diesen Neuzuschnitt erhielt der Wahlbezirk eine noch stärkere republikanische Grundtendenz (vorher R+6, nachher R+18), was Grahams Aussichten für eine Wiederwahl im November 2016 stark schmälerte. Sie überlegte daher, ihre Parteifreundin Corrine Brown, die Mandatsinhaberin des 5. Kongresswahlbezirks Floridas, herauszufordern, der sich, hauptsächlich von ethnischen Minderheiten bewohnt, entlang der Nordgrenze Floridas von Jacksonville nach Tallahassee zieht, entschied sich aber dagegen und trat bei der Wahl 2016 nicht mehr an. Graham schied deshalb am 3. Januar 2017 aus dem Kongress aus.

### Bewerbung als Gouverneurin
Mitte Juni 2016 kündigte Graham an, sich als Gouverneurskandidatin für Florida 2018 zur Wahl zu stellen. Sie wolle eine neue politische Führung etablieren, ähnlich der ihres Vaters als Gouverneur, in der die Verwaltung nicht mehr politisiert sei. Sie galt als Favoritin, die umkämpfte innerparteiliche Vorwahl der Demokraten am 28. August 2018 gegen linkere Kandidaten zu gewinnen, und erhielt dabei finanzielle Unterstützung aus dem Vermögen ihres Vaters in Höhe von über einer Million Dollar. Dabei setzte sie, die erste weibliche Gouverneurin des Bundesstaats gewesen wäre, auf die Stimmen von Frauen und auch Wähler der politischen Mitte. Gegen den Vorwurf, sich nicht ausreichend für progressive Ideen einzusetzen, entgegnete sie, sich für ein Verbot des Privatbesitzes von militärisch genutzten, teilautomatisierten Waffen („assault weapon“) einzusetzen und das Sozialprogramm der Krankenversicherung Medicaid auszubauen. Kritisiert wurde auch der trotz Umweltschutzbedenken geplante Bau eines Einkaufszentrums auf einem Grundstück im Miami-Dade County, das ihrer Familie gehört. Entgegen den Umfragen verlor Graham die parteiinterne Vorwahl mit 31,3 Prozent der Stimmen (472.735) gegen den von Bernie Sanders unterstützten afroamerikanischen Bürgermeister Tallahassees, Andrew Gillum, der 34,3 Prozent der Stimmen (517.417) erreichte.